# باغ خزندگان

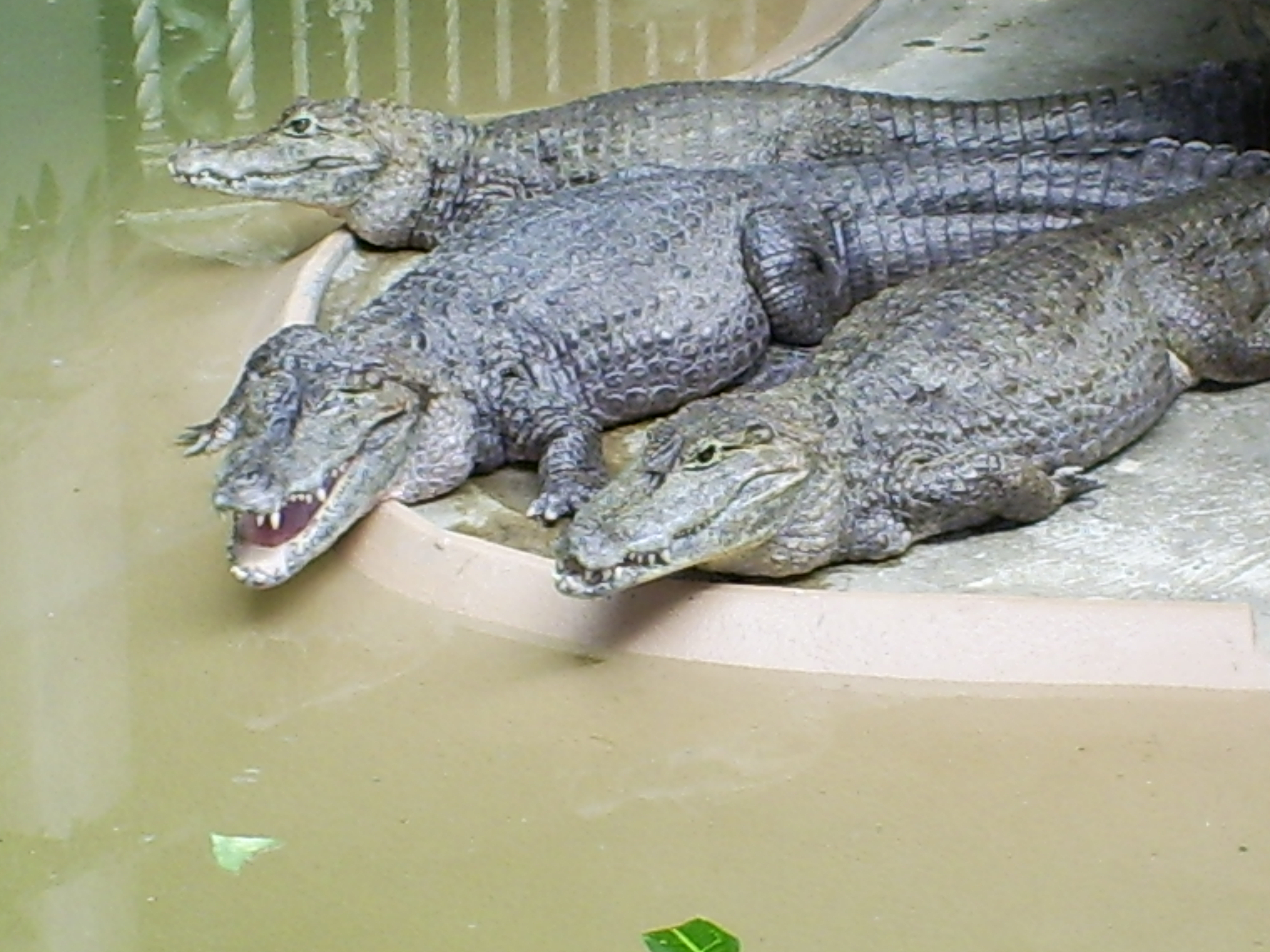
کیمن‌های عینکی در باغ جانورشناسی سن لوئی.

باغ خزندگان (انگلیسی: Herpetarium) بخشی از باغ وحش است که در آن جانورانی مانند مار، بزمجه، مارمولک، سوسمار، آفتاب‌پرست و دیگر گونه‌های خزنده نگهداری می‌شود. در باغ خزندگان غیر از گونه‌های جانوری زنده، اجساد و اسکلت تعدادی خزنده خشک شده نیز به نمایش در می‌آید.
باغ خزندگان ممکن است جداگانه و به طور مستقل از باغ وحش در نقطه‌ای دیگر از شهرها تأسیس شود.
از باغ‌های خزندگان ایران می‌توان به باغ خزندگان اصفهان در بوستان ناژوان اشاره کرد که توسط شهرداری ایجاد شده